# Podalonia gulussa
Podalonia gulussa là một loài côn trùng cánh màng trong họ Sphecidae, thuộc chi Podalonia. Loài này được Morice miêu tả khoa học đầu tiên năm 1900.